# フィリップ2世・ド・クロイ
フィリップ2世・ド・クロイ（フランス語：Philippe II de Croÿ, 1496年 - 1549年）は、クロイ領主、ポルシアン伯および初代アールスコート公。

## 生涯
フィリップ2世は有力貴族のクロイ家の出身で、アンリ・ド・クロイとシャルロット・ド・シャトーブリアンの長男である。祖父はフィリップ1世・ド・クロイ、叔父はカール5世の主任傅育係兼侍従長ギヨーム2世・ド・クロイ、弟はトレド大司教ギヨームおよびカンブレー司教ロベールである。
フィリップ2世・ド・クロイは1514年に父が死去するとポルシアン伯位を継承した。1521年に叔父ギヨーム2世の爵位であるソリア公位およびアルキ公位、ボーモン伯位を継承した。
叔父と同様に、フィリップ2世もエノー総督をつとめ、金羊毛騎士団の上級騎士であったが、最も有名であったのはカール5世の将軍としてである。フィリップ2世は第三次イタリア戦争でフランス軍と戦い、トゥルネーの征服（1521年）で重要な役割を果たした。
1533年4月1日、カール5世はフィリップ2世（「我々のいとこ」と称した）をアールスコート公およびスペインのグランデとした。それ以前に、フィリップ2世はレンティ侯となり、ロレーヌのロンウィの領主権を、後に子孫が本拠地として発展させることになるアーヴルの領主権と交換した。

## 結婚と子女
フィリップ2世の最初の妃は、同族のシメイ公シャルル1世・ド・クロイの娘で2代シメイ女公のアンヌ・ド・クロイ（1502年 - 1539年）である。2人の間には以下の子女が生まれた。
- シャルル2世（1522年 - 1551年） - 2代アールスコート公、3代シメイ公、3代ボーモン伯
- ルイーズ（1524年 - 1585年） - フェーレ侯マクシミリアン・ド・ブルゴーニュ（1558年没）と結婚、ソンメルスデイク領主ジャン・ド・ブルゴーニュ（1586年没）と結婚
- フィリップ3世（1526年 - 1595年） - 3代アールスコート公、4代シメイ公、4代ボーモン伯
- ギヨーム（1527年 - 1565年） - 2代レンティ侯、娘にアンヌ・ド・クロイ（1609年没）がいる。
- アントワーヌ（1530年）
- ルイ（1533年）

最初の妃アンヌの死から9年後に、フィリップ2世はロレーヌ公アントワーヌの娘でルネ・ド・シャロンの未亡人であったアンヌ・ド・ロレーヌ（1522年 - 1568年）と結婚した。2人の間には1男が生まれた。
- シャルル・フィリップ（1549年 - 1613年） - アーヴル侯、クロイ＝アーヴル家の祖。